# (3556) Lixiaohua
(3556) Lixiaohua ist ein Asteroid des Hauptgürtels, der am 30. Oktober 1964 am Purple-Mountain-Observatorium in Nanjing entdeckt wurde.
Der Asteroid wurde nach Li Xiaohua benannt, einem Unternehmer aus Peking, der viele Grund- und Mittelschulen in entlegenen chinesischen Orten gründete.
Der Planetoid gehört zur Gantrisch-Familie. Diese Asteroidengruppe wurde früher Lixiaohua-Familie genannt, bis (3330) Gantrisch der Gruppe zugeordnet wurde, der mit seinen über 35 km Durchmesser den 20 km großen (3556) Lixiaohua als größten Vertreter dieser Familie ablöste. Teilweise wird noch die alte Familienbezeichnung verwendet.
Die Asteroiden dieser Familie haben über einen langen Zeitraum gesehen relativ chaotische Bahnparameter, da mehrere große Planetoiden in ihrer Nähe wie (1) Ceres, (2) Pallas, (4) Vesta, (10) Hygiea, (52) Europa, (511) Davida und (704) Interamnia ihre Bahnen beeinflussen. Es wird angenommen, dass die Mitglieder dieser Familie früher einen etwa 220 km großen Ursprungskörper bildeten, der vor ca. 155 Millionen Jahren bei einer kosmischen Katastrophe zerfiel, wie Simulationen der Asteroidenbahnen vermuten lassen.